# Villa Calamari
Villa Calamari, també anomenada Villa Versalles, és una construcció del segle xix situada en la diputació de San Félix, dins del municipi espanyol de Cartagena. Va pertànyer a un anglès miner cognomenat Heller, molt aficionat a la botànica i que va convertir aquell terreny en un frondós jardí. A la fi del segle xix va passar a propietat del miner italià Calamai, qui va construir l'actual edifici i el nom de la qual, deformat, va acabar donant-li nom.
A continuació va ser propietari l'industrial Pérez Milla i en la postguerra va ser adquirit pel miner Celdran que va reordenar i va embellir el jardí.
L'edifici va ser encarregat a Víctor Beltrí l'any 1900. Els materials utilitzats són marbre per al sòcol i pòrtic i maó i pedra artificial per a la resta dels murs. L'eclecticisme de Beltrí en aquest edifici ho orienta cap a un classicisme que sembla inspirar-se en les fonts del manierisme francès.
No obstant això, la Villa Calamari pertany al tipus de «xalet-cottage» que tant es pot trobar en el Cantàbric com en la Costa Blava o la Riviera. En aquest edifici com succeïa amb les construccions de Shaw o Web, el maó vermellós guarnit amb pedra clara és tan francès, Luis XII, com a anglès, Reina Ana.
A l'interior es conserven algunes habitacions decorades amb pintures de flors i ocells.
Les dues entrades de l'edifici, la principal del pòrtic i la lateral de l'altre bloc, marquen com dues zones de l'habitatge, una més solemne i una altra de diari.
La il·luminació, es realitza a través d'una vidriera de temàtica floral modernista situada en el mur frontal.
En el jardí, Beltrí va realitzar una ordenació de racons i fonts amb pedres rústiques.